# Province de Kampong Spoe
La province de Kampong Spoe (« port des caramboles » en khmer) est une province du Cambodge, située dans le sud-ouest du pays.
Sa capitale est la ville de Kampong Spoe. Cette province comprend 8 districts.

## Les 8 districts de la Province de Kampong Spoe
- 0501 Basedth (raccourci de Preah Siddh, du khmer preah : « sacré » et du sanskrit siddhi : « pouvoir magique »)
- 0502 Chbar Mon (« jardin des mûriers »)
- 0503 Kong Pisei (« gong auspicieux »)
- 0504 Aoral
- 0505 Odongk (« suprême », du sanskrit uttuṅga comme pour Oudong)
- 0506 Phnum Sruoch (« mont pointu »)
- 0507 Samraong Tong (« sterculier fétide à tige »)
- 0508 Thpong

## Démographie
|                                            | Kampong Spoe | Kampong Spoe | Cambodge    | Cambodge    |
| 1998                                       | 2008         | 1998         | 2008        |             |
| Population totale                          | 598 882      | 716 517      | 11 437 656  | 13 388 910  |
| Croissance de la population 1998 - 2008    | 19,6 %       | 19,6 %       | 17 %        | 17 %        |
| Taux de la population rurale               | 76,88 %      | 92,45 %      | 82,29 %     | 80,47 %     |
| Densité                                    | 85 hab./km2  | 102 hab./km2 | 64 hab./km2 | 75 hab./km2 |
| Sex-ratio (Nombre d'hommes pour une femme) | 0,923        | 0,942        | 0,93        | 0,942       |
| Taille moyenne des foyers                  | 5,1 membres  | 4,8 membres  | 5,2 membres | 4,7 membres |

## Accaparement et vols de terres
Il est courant au Cambodge que de riches magnats, propriétaires ou de grandes entreprises (comme le Groupe LYP par exemple), avec la complicité du gouvernement, accaparent des terres (parfois légalement, y compris sur des aires naturelles protégées déclassées pour la circonstance, via l'attribution d'une voire plusieurs concessions d'environ 10 000 ha chacune au maximum, attribuées par un sous-décret gouvernemental) avant que les habitants en soient chassés, parfois violemment, en détruisant leurs maisons par exemple, au motif qu'ils n'ont pas de titre de propriété à présenter. Les nouveaux propriétaires le font d'autant plus aisément qu'après trois décennies de guerre et la suppression du régime de propriété par le système des Khmers rouges à la fin des années 1970) et à la suite du déplacement de millions de personnes durant la guerre, les habitants, pour la plupart très pauvres, n'ont plus aucun titre de propriété. Cette spoliation à grande échelle des droits fonciers de populations autochtones est reprochée au gouvernement par des ONG locales, une grande partie de la population et diverses autorités internationales.
Après des années de plaintes de la population et d'ONG et institutions internationales, le Premier ministre cambodgien Hun Sen a ordonné aux ministères chargés de ces questions d'accélérer la publication de documents de propriété pour les citoyens vivant depuis plus de 10 ans sur des terres domaniales. À cette fin, 18 équipes sont chargées de compiler les archives et les données sur les forêts occupées par les citoyens dans 24 provinces.
En mars 2021, le gouverneur de la province (Vei Samnang), après avoir récupéré plus de 266 hectares de forêts domaniales illégalement appropriées (sur neuf sites des communes de Tasal et Trapaing Chor du district d'Oral), a annoncé que les autorités provinciales de Kampong Speu recherchaient activement les accapareurs de ces terres ou les groupes impliqués dans ces occupations illégales afin de les traduire en justice. Roth Thavy, coordinateur provincial du groupe de défense des droits Adhoc a répondu que cette décision n'aura de sens que si la forêt est légalement remise en état, et que ces terres reviennent réellement sous contrôle de l’État, ajoutant qu'il craignait que ces terrains soient récupérés par les autorités sous de faux prétextes, puis réattribués à d'autres parties. Il note que « certaines personnes, pour la plupart employées par les riches et les puissants, empiètent souvent sur les terres de l'État et les occupent illégalement », ajoutant que les résidents se plaignent quand des autorités leur prennent leurs terres, mais qu'il n'osent pas quand il s'agit de commerçants immobiliers ou si quelqu'un de puissant l'a occupée illégalement. Il a appelé les autorités à traduire les contrevenants en justice sans délai.